# Antena Marconi

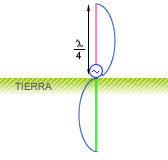
L'antena ressona a aproximadament λ/2 amb la terra, gràcies a la imatge elèctrica.

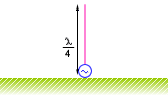
Antena Marconi bàsica.

L'antena Marconi, antena vertical o antena de quart d'ona és un conductor vertical de poc gruix, perpendicular a la Terra. Pot imaginar-se com un braç d'un dipol, al qual la Terra li serveix de mirall per crear la imatge de l'altre braç del dipol. L'alçada d'aquesta antena és de l'ordre d'un quart d'ona.